# Élections cantonales de 2004 dans la Seine-Saint-Denis
Les élections cantonales ont eu lieu les 21 et 28 mars 2004.
Lors de ces élections, 20 des 40 cantons de la Seine-Saint-Denis ont été renouvelés. Elles ont vu la reconduction de la majorité communiste dirigée par Hervé Bramy, succédant à Robert Clément, président PCF du conseil général depuis 1993.

## Résultats à l’échelle du département
Répartition départementale des résultats (2e tour).
- EXG (2,34 %)
- PCF (11,97 %)
- PS (46,46 %)
- DVG (3,03 %)
- UMP (31,63 %)
- UDF (3,58 %)
- FN (0,99 %)

| Étiquette      | Étiquette                          | Premier tour | Premier tour | Second tour | Second tour | Sièges |
| Étiquette      | Étiquette                          | Voix         | %            | Voix        | %           | Sièges |
| -------------- | ---------------------------------- | ------------ | ------------ | ----------- | ----------- | ------ |
|                | Parti socialiste                   | 50 737       | 28,02        | 76 000      | 46,46       | 9      |
|                | Parti communiste français          | 24 180       | 13,35        | 19 576      | 11,97       | 3      |
|                | Les Verts                          | 11 411       | 6,30         |             |             |        |
|                | Extrême gauche                     | 11 121       | 6,14         | 3 834       | 2,34        | 1      |
|                | Divers gauche                      | 2 968        | 1,64         | 4 964       | 3,03        | 1      |
|                | Parti radical de gauche            | 229          | 0,13         |             |             |        |
| Gauche         | Gauche                             | 100 646      | 55,58        | 104 374     | 63,80       | 14     |
|                |                                    |              |              |             |             |        |
|                | Union pour un mouvement populaire  | 40 180       | 22,19        | 51 743      | 31,63       | 6      |
|                | Front national                     | 24 246       | 13,39        | 1 623       | 0,99        | 0      |
|                | Union pour la démocratie française | 9 040        | 4,99         | 5 850       | 3,58        | 0      |
|                | Divers droite                      | 4 893        | 2,70         |             |             |        |
|                | Extrême droite                     | 933          | 0,52         |             |             |        |
| Droite         | Droite                             | 79 292       | 43,79        | 59 216      | 36,20       | 6      |
|                |                                    |              |              |             |             |        |
|                | Divers                             | 895          | 0,49         |             |             |        |
|                | Écologistes divers                 | 250          | 0,14         |             |             |        |
|                |                                    |              |              |             |             |        |
| Inscrits       | Inscrits                           | 326 132      | 100,00       | 306 503     | 100,00      |        |
| Abstention     | Abstention                         | 139 299      | 42,71        | 121 809     | 39,74       |        |
| Votants        | Votants                            | 186 833      | 57,29        | 184 694     | 60,26       |        |
| Blancs et nuls | Blancs et nuls                     | 5 750        | 3,08         | 21 104      | 11,43       |        |
| Exprimés       | Exprimés                           | 181 083      | 96,92        | 163 590     | 88,57       |        |

## Résultats par canton

### Canton d'Aubervilliers-Est
| Candidats      | Candidats            | Étiquette      | Premier tour | Premier tour | Second tour | Second tour |
| Candidats      | Candidats            | Étiquette      | Voix         | %            | Voix        | %           |
| -------------- | -------------------- | -------------- | ------------ | ------------ | ----------- | ----------- |
|                | Évelyne Yonnet       | PS             | 1 718        | 24,93        | 5 128       | 100,00      |
|                | Nathalie Buisson*    | PCF            | 1 668        | 24,21        | Retrait     | Retrait     |
|                | Jean-Michel Girard   | FN             | 1 285        | 18,65        |             |             |
|                | Thierry Augy         | UDF            | 1 206        | 17,50        |             |             |
|                | Jean-François Monino | Verts          | 423          | 6,14         |             |             |
|                | Michel Jouannin      | EXG            | 241          | 3,50         |             |             |
|                | Abdel Djermoune      | SE             | 198          | 2,87         |             |             |
|                | Danielle Clause      | EXG            | 152          | 2,21         |             |             |
|                |                      |                |              |              |             |             |
| Inscrits       | Inscrits             | Inscrits       | 13 564       | 100,00       | 13 564      | 100,00      |
| Abstention     | Abstention           | Abstention     | 6 427        | 47,38        | 6 375       | 47,00       |
| Votants        | Votants              | Votants        | 7 137        | 52,62        | 7 189       | 53,00       |
| Blancs et nuls | Blancs et nuls       | Blancs et nuls | 246          | 3,45         | 2 061       | 28,67       |
| Exprimés       | Exprimés             | Exprimés       | 6 891        | 96,55        | 5 128       | 71,33       |

*sortant

### Canton d'Aulnay-sous-Bois-Nord
| Candidats      | Candidats       | Étiquette      | Premier tour | Premier tour | Second tour | Second tour |
| Candidats      | Candidats       | Étiquette      | Voix         | %            | Voix        | %           |
| -------------- | --------------- | -------------- | ------------ | ------------ | ----------- | ----------- |
|                | Gérard Ségura*  | PS             | 4 197        | 37,86        | 7 002       | 57,08       |
|                | Gérard Gaudron  | UMP            | 3 651        | 32,94        | 5 265       | 42,92       |
|                | Errol Leighton  | FN             | 1 582        | 14,27        |             |             |
|                | Bernard Labbe   | PCF            | 908          | 8,19         |             |             |
|                | Yves Guillemot  | EXG            | 391          | 3,53         |             |             |
|                | Jacques Leblond | EXG            | 356          | 3,21         |             |             |
|                |                 |                |              |              |             |             |
| Inscrits       | Inscrits        | Inscrits       | 22 235       | 100,00       | 22 233      | 100,00      |
| Abstention     | Abstention      | Abstention     | 10 826       | 48,69        | 9 423       | 42,38       |
| Votants        | Votants         | Votants        | 11 409       | 51,31        | 12 810      | 57,62       |
| Blancs et nuls | Blancs et nuls  | Blancs et nuls | 324          | 2,84         | 543         | 4,24        |
| Exprimés       | Exprimés        | Exprimés       | 11 085       | 97,16        | 12 267      | 95,76       |

*sortant

### Canton de Drancy
| Candidats      | Candidats               | Étiquette      | Premier tour | Premier tour | Second tour | Second tour |
| Candidats      | Candidats               | Étiquette      | Voix         | %            | Voix        | %           |
| -------------- | ----------------------- | -------------- | ------------ | ------------ | ----------- | ----------- |
|                | Stéphane Salini         | UMP            | 4 051        | 43,12        | 5 103       | 51,87       |
|                | Marie-France Ghersi     | PCF            | 1 676        | 17,84        | 4 736       | 48,13       |
|                | Joëlle Contat           | PS             | 1 675        | 17,83        | Retrait     | Retrait     |
|                | Christian Sence         | FN             | 1 206        | 12,84        |             |             |
|                | Isabelle Couffin-Guérin | EXG            | 348          | 3,70         |             |             |
|                | Patrick Benkemoun       | Verts          | 312          | 3,32         |             |             |
|                | Gérard Delepine         | EXG            | 127          | 1,35         |             |             |
|                |                         |                |              |              |             |             |
| Inscrits       | Inscrits                | Inscrits       | 16 873       | 100,00       | 16 873      | 100,00      |
| Abstention     | Abstention              | Abstention     | 7 266        | 43,06        | 6 639       | 39,35       |
| Votants        | Votants                 | Votants        | 9 607        | 56,94        | 10 234      | 60,65       |
| Blancs et nuls | Blancs et nuls          | Blancs et nuls | 212          | 2,21         | 395         | 3,86        |
| Exprimés       | Exprimés                | Exprimés       | 9 395        | 97,79        | 9 839       | 96,14       |

### Canton d'Épinay-sur-Seine
| Candidats      | Candidats         | Étiquette      | Premier tour | Premier tour | Second tour | Second tour |
| Candidats      | Candidats         | Étiquette      | Voix         | %            | Voix        | %           |
| -------------- | ----------------- | -------------- | ------------ | ------------ | ----------- | ----------- |
|                | Hervé Chevreau    | UDF            | 4 568        | 41,58        | 5 850       | 49,75       |
|                | Serge Méry*       | PS             | 3 714        | 33,81        | 5 908       | 50,25       |
|                | Patrick Rivallain | FN             | 1 194        | 10,87        |             |             |
|                | Daniel Rigault    | PCF            | 596          | 5,43         |             |             |
|                | Monique Tesseyre  | EXG            | 353          | 3,21         |             |             |
|                | Pierre Gelas      | EXG            | 284          | 2,59         |             |             |
|                | Frédéric Rouet    | DVD            | 173          | 1,57         |             |             |
|                | Jacques Guillez   | EXG            | 104          | 0,95         |             |             |
|                |                   |                |              |              |             |             |
| Inscrits       | Inscrits          | Inscrits       | 20 142       | 100,00       | 20 143      | 100,00      |
| Abstention     | Abstention        | Abstention     | 8 862        | 44,00        | 7 930       | 39,37       |
| Votants        | Votants           | Votants        | 11 280       | 56,00        | 12 213      | 60,63       |
| Blancs et nuls | Blancs et nuls    | Blancs et nuls | 294          | 2,61         | 455         | 3,73        |
| Exprimés       | Exprimés          | Exprimés       | 10 986       | 97,39        | 11 758      | 96,27       |

*sortant

### Canton de Gagny
| Candidats      | Candidats              | Étiquette      | Premier tour | Premier tour | Second tour | Second tour |
| Candidats      | Candidats              | Étiquette      | Voix         | %            | Voix        | %           |
| -------------- | ---------------------- | -------------- | ------------ | ------------ | ----------- | ----------- |
|                | Michel Teulet*         | UMP            | 4 844        | 39,97        | 6 751       | 53,54       |
|                | Jean-François Thevenot | PS             | 3 332        | 27,50        | 5 858       | 46,46       |
|                | Gérard Degrave         | FN             | 1 619        | 13,36        |             |             |
|                | Fabienne Laurent       | Verts          | 735          | 6,07         |             |             |
|                | Zouhair Nakara         | PCF            | 641          | 5,29         |             |             |
|                | Jim Dhoedt             | DVD            | 598          | 4,93         |             |             |
|                | Jean-Marie Lenoir      | EXG            | 349          | 2,88         |             |             |
|                |                        |                |              |              |             |             |
| Inscrits       | Inscrits               | Inscrits       | 21 043       | 100,00       | 21 044      | 100,00      |
| Abstention     | Abstention             | Abstention     | 8 593        | 40,84        | 7 802       | 37,07       |
| Votants        | Votants                | Votants        | 12 450       | 59,16        | 13 242      | 62,93       |
| Blancs et nuls | Blancs et nuls         | Blancs et nuls | 332          | 2,67         | 633         | 4,78        |
| Exprimés       | Exprimés               | Exprimés       | 12 118       | 97,33        | 12 609      | 95,22       |

*sortant

### Canton de La Courneuve
| Candidats      | Candidats              | Étiquette      | Premier tour | Premier tour | Second tour | Second tour |
| Candidats      | Candidats              | Étiquette      | Voix         | %            | Voix        | %           |
| -------------- | ---------------------- | -------------- | ------------ | ------------ | ----------- | ----------- |
|                | Stéphane Troussel      | PS             | 2 258        | 34,45        | 5 247       | 100,00      |
|                | Marie-Christine Labat* | PCF            | 1 544        | 23,56        | Retrait     | Retrait     |
|                | Étienne Guérin         | FN             | 1 112        | 16,97        |             |             |
|                | Kamel Hamza            | UMP            | 897          | 13,69        |             |             |
|                | Didier Schulz          | Verts          | 317          | 4,84         |             |             |
|                | Louis Lancteau         | EXG            | 295          | 4,50         |             |             |
|                | Rachida Boughazi       | EXG            | 131          | 2,00         |             |             |
|                |                        |                |              |              |             |             |
| Inscrits       | Inscrits               | Inscrits       | 12 225       | 100,00       | 12 224      | 100,00      |
| Abstention     | Abstention             | Abstention     | 5 447        | 44,56        | 5 408       | 44,24       |
| Votants        | Votants                | Votants        | 6 778        | 55,44        | 6 816       | 55,76       |
| Blancs et nuls | Blancs et nuls         | Blancs et nuls | 224          | 3,30         | 1 569       | 23,02       |
| Exprimés       | Exprimés               | Exprimés       | 6 554        | 96,70        | 5 247       | 76,98       |

*sortant

### Canton de Montfermeil
| Candidats      | Candidats          | Étiquette      | Premier tour | Premier tour | Second tour | Second tour |
| Candidats      | Candidats          | Étiquette      | Voix         | %            | Voix        | %           |
| -------------- | ------------------ | -------------- | ------------ | ------------ | ----------- | ----------- |
|                | Raymond Coenne*    | UMP            | 3 616        | 35,93        | 4 701       | 43,08       |
|                | Mathias Ott        | PS             | 2 550        | 25,40        | 4 587       | 42,04       |
|                | Dominique Lausanne | FN             | 1 935        | 19,23        | 1 623       | 14,87       |
|                | Pierre Girault     | PCF            | 1 362        | 13,53        |             |             |
|                | Bernard Combes     | EXG            | 419          | 4,16         |             |             |
|                | Herminia Fardeau   | EXD            | 182          | 1,81         |             |             |
|                |                    |                |              |              |             |             |
| Inscrits       | Inscrits           | Inscrits       | 17 274       | 100,00       | 17 281      | 100,00      |
| Abstention     | Abstention         | Abstention     | 6 902        | 39,96        | 6 091       | 35,25       |
| Votants        | Votants            | Votants        | 10 372       | 60,04        | 11 190      | 64,75       |
| Blancs et nuls | Blancs et nuls     | Blancs et nuls | 308          | 2,97         | 279         | 2,49        |
| Exprimés       | Exprimés           | Exprimés       | 10 064       | 97,03        | 10 911      | 97,51       |

*sortant

### Canton de Montreuil-Ouest
| Candidats      | Candidats              | Étiquette      | Premier tour | Premier tour | Second tour | Second tour |
| Candidats      | Candidats              | Étiquette      | Voix         | %            | Voix        | %           |
| -------------- | ---------------------- | -------------- | ------------ | ------------ | ----------- | ----------- |
|                | Manuel Martinez        | PS             | 2 312        | 27,63        | 6 241       | 100,00      |
|                | Catherine Puig*        | PCF            | 1 878        | 22,44        | Retrait     | Retrait     |
|                | Fabienne Vansteenkiste | Verts          | 1 205        | 14,40        |             |             |
|                | Jean-Claude Attia      | DVD            | 965          | 11,53        |             |             |
|                | Jean-Jacques Broutier  | FN             | 699          | 8,35         |             |             |
|                | Frédéric Parrat        | UDF            | 677          | 8,09         |             |             |
|                | François Mailloux      | EXG            | 410          | 4,90         |             |             |
|                | Christel Keiser        | EXG            | 146          | 1,74         |             |             |
|                | Patricia Vayssiere     | EXD            | 77           | 0,92         |             |             |
|                |                        |                |              |              |             |             |
| Inscrits       | Inscrits               | Inscrits       | 14 251       | 100,00       | 14 251      | 100,00      |
| Abstention     | Abstention             | Abstention     | 5 657        | 39,70        | 5 641       | 39,58       |
| Votants        | Votants                | Votants        | 8 594        | 60,30        | 8 610       | 60,42       |
| Blancs et nuls | Blancs et nuls         | Blancs et nuls | 225          | 2,62         | 2 369       | 27,51       |
| Exprimés       | Exprimés               | Exprimés       | 8 369        | 97,38        | 6 241       | 72,49       |

*sortant

### Canton de Noisy-le-Grand
| Candidats      | Candidats           | Étiquette      | Premier tour | Premier tour | Second tour | Second tour |
| Candidats      | Candidats           | Étiquette      | Voix         | %            | Voix        | %           |
| -------------- | ------------------- | -------------- | ------------ | ------------ | ----------- | ----------- |
|                | Emmanuel Constant*  | PS             | 6 132        | 32,73        | 11 590      | 60,45       |
|                | Jean-Marc Morere    | UMP            | 3 445        | 18,39        | 7 582       | 39,55       |
|                | André Cecconello    | FN             | 2 112        | 11,27        |             |             |
|                | Sylvie Duffrene     | Verts          | 2 013        | 10,74        |             |             |
|                | Marylise Martins    | DVD            | 1 760        | 9,39         |             |             |
|                | Étienne Doussain    | PCF            | 978          | 5,22         |             |             |
|                | Serge Epinard       | DVG            | 713          | 3,81         |             |             |
|                | Bernard Dournel     | EXG            | 582          | 3,11         |             |             |
|                | Michel Paulin       | EXD            | 435          | 2,32         |             |             |
|                | Jean-Pierre Bourdet | EXG            | 267          | 1,43         |             |             |
|                | Abdelkerim Sarouli  | SE             | 222          | 1,18         |             |             |
|                | Halim Meddah        | SE             | 77           | 0,41         |             |             |
|                |                     |                |              |              |             |             |
| Inscrits       | Inscrits            | Inscrits       | 32 408       | 100,00       | 32 411      | 100,00      |
| Abstention     | Abstention          | Abstention     | 13 006       | 40,13        | 11 544      | 35,62       |
| Votants        | Votants             | Votants        | 19 402       | 59,87        | 20 867      | 64,38       |
| Blancs et nuls | Blancs et nuls      | Blancs et nuls | 666          | 3,43         | 1 695       | 8,12        |
| Exprimés       | Exprimés            | Exprimés       | 18 736       | 96,57        | 19 172      | 91,88       |

*sortant

### Canton des Lilas
| Candidats      | Candidats                 | Étiquette      | Premier tour | Premier tour | Second tour | Second tour |
| Candidats      | Candidats                 | Étiquette      | Voix         | %            | Voix        | %           |
| -------------- | ------------------------- | -------------- | ------------ | ------------ | ----------- | ----------- |
|                | Daniel Guiraud            | PS             | 4 987        | 43,14        | 7 843       | 66,28       |
|                | Jean-Claude Dupont        | UMP            | 2 671        | 23,10        | 3 991       | 33,72       |
|                | Simone Lefebvre           | FN             | 1 355        | 11,72        |             |             |
|                | Marie-Geneviève Lentaigne | Verts          | 932          | 8,06         |             |             |
|                | Julien Renault            | PCF            | 800          | 6,92         |             |             |
|                | Christine Samson          | EXG            | 424          | 3,67         |             |             |
|                | Rosan Hurtus              | PRG            | 148          | 1,28         |             |             |
|                | Jean-Luc Weintraub        | DVD            | 88           | 0,76         |             |             |
|                | Gérald Augustin           | PRG            | 81           | 0,70         |             |             |
|                | Renaud Pinatel            | EXG            | 75           | 0,65         |             |             |
|                |                           |                |              |              |             |             |
| Inscrits       | Inscrits                  | Inscrits       | 19 521       | 100,00       | 19 522      | 100,00      |
| Abstention     | Abstention                | Abstention     | 7 587        | 38,87        | 7 111       | 36,43       |
| Votants        | Votants                   | Votants        | 11 934       | 61,13        | 12 411      | 63,57       |
| Blancs et nuls | Blancs et nuls            | Blancs et nuls | 373          | 3,13         | 577         | 4,65        |
| Exprimés       | Exprimés                  | Exprimés       | 11 561       | 96,87        | 11 834      | 95,35       |

### Canton de Pantin-Ouest
| Candidats      | Candidats         | Étiquette      | Premier tour | Premier tour |
| Candidats      | Candidats         | Étiquette      | Voix         | %            |
| -------------- | ----------------- | -------------- | ------------ | ------------ |
|                | Bertrand Kern*    | PS             | 2 783        | 52,54        |
|                | Françoise Thoreau | UMP            | 1 254        | 23,67        |
|                | Hélène Estrella   | PCF            | 655          | 12,37        |
|                | Armonia Bordes    | EXG            | 253          | 4,78         |
|                | Pierre Korzec     | ECO            | 250          | 4,72         |
|                | Christine Mouron  | EXG            | 102          | 1,93         |
|                |                   |                |              |              |
| Inscrits       | Inscrits          | Inscrits       | 9 068        | 100,00       |
| Abstention     | Abstention        | Abstention     | 3 588        | 39,57        |
| Votants        | Votants           | Votants        | 5 480        | 60,43        |
| Blancs et nuls | Blancs et nuls    | Blancs et nuls | 183          | 3,34         |
| Exprimés       | Exprimés          | Exprimés       | 5 297        | 96,66        |

*sortant

### Canton des Pavillons-sous-Bois
| Candidats      | Candidats         | Étiquette      | Premier tour | Premier tour |
| Candidats      | Candidats         | Étiquette      | Voix         | %            |
| -------------- | ----------------- | -------------- | ------------ | ------------ |
|                | Philippe Dallier* | UMP            | 3 666        | 57,99        |
|                | Bernard Deny      | PS             | 1 160        | 18,35        |
|                | Philippe Hoizey   | FN             | 671          | 10,61        |
|                | Alain Terres      | Verts          | 410          | 6,49         |
|                | Robert Dellerue   | PCF            | 275          | 4,35         |
|                | Catherine Goin    | EXG            | 140          | 2,21         |
|                |                   |                |              |              |
| Inscrits       | Inscrits          | Inscrits       | 10 586       | 100,00       |
| Abstention     | Abstention        | Abstention     | 4 160        | 39,30        |
| Votants        | Votants           | Votants        | 6 426        | 60,70        |
| Blancs et nuls | Blancs et nuls    | Blancs et nuls | 104          | 1,62         |
| Exprimés       | Exprimés          | Exprimés       | 6 322        | 98,38        |

*sortant

### Canton de Pierrefitte-sur-Seine
| Candidats      | Candidats           | Étiquette      | Premier tour | Premier tour | Second tour | Second tour |
| Candidats      | Candidats           | Étiquette      | Voix         | %            | Voix        | %           |
| -------------- | ------------------- | -------------- | ------------ | ------------ | ----------- | ----------- |
|                | Michel Fourcade     | PS             | 1 992        | 26,74        | 5 776       | 100,00      |
|                | Catherine Hanriot*  | PCF            | 1 989        | 26,70        | Retrait     | Retrait     |
|                | Marie-Hélène Le Gal | FN             | 1 235        | 16,58        |             |             |
|                | Alain Ghozlan       | UDF            | 1 179        | 15,83        |             |             |
|                | Dominique Carre     | Verts          | 737          | 9,89         |             |             |
|                | Sylvie Longuet      | EXG            | 318          | 4,27         |             |             |
|                |                     |                |              |              |             |             |
| Inscrits       | Inscrits            | Inscrits       | 14 139       | 100,00       | 14 144      | 100,00      |
| Abstention     | Abstention          | Abstention     | 6 419        | 45,40        | 6 377       | 45,09       |
| Votants        | Votants             | Votants        | 7 720        | 54,60        | 7 767       | 54,91       |
| Blancs et nuls | Blancs et nuls      | Blancs et nuls | 270          | 3,50         | 1 991       | 25,63       |
| Exprimés       | Exprimés            | Exprimés       | 7 450        | 96,50        | 5 776       | 74,37       |

*sortant

### Canton du Raincy
| Candidats      | Candidats             | Étiquette      | Premier tour | Premier tour | Second tour | Second tour |
| Candidats      | Candidats             | Étiquette      | Voix         | %            | Voix        | %           |
| -------------- | --------------------- | -------------- | ------------ | ------------ | ----------- | ----------- |
|                | Claude Dilain*        | PS             | 3 722        | 39,97        | 4 879       | 48,64       |
|                | Ludovic Toro          | UMP            | 3 323        | 35,68        | 5 152       | 51,36       |
|                | Frédéric Mont-Debossu | FN             | 1 373        | 14,74        |             |             |
|                | Sylvie Million        | EXG            | 264          | 2,83         |             |             |
|                | Jean-Louis Mettelet   | EXD            | 239          | 2,57         |             |             |
|                | Guy Depelley          | DVG            | 224          | 2,41         |             |             |
|                | Martine Bodin         | EXG            | 168          | 1,80         |             |             |
|                |                       |                |              |              |             |             |
| Inscrits       | Inscrits              | Inscrits       | 16 458       | 100,00       | 16 454      | 100,00      |
| Abstention     | Abstention            | Abstention     | 6 856        | 41,66        | 6 032       | 36,66       |
| Votants        | Votants               | Votants        | 9 602        | 58,34        | 10 422      | 63,34       |
| Blancs et nuls | Blancs et nuls        | Blancs et nuls | 289          | 3,01         | 391         | 3,75        |
| Exprimés       | Exprimés              | Exprimés       | 9 313        | 96,99        | 10 031      | 96,25       |

*sortant

### Canton de Romainville
| Candidats      | Candidats          | Étiquette      | Premier tour | Premier tour | Second tour | Second tour |
| Candidats      | Candidats          | Étiquette      | Voix         | %            | Voix        | %           |
| -------------- | ------------------ | -------------- | ------------ | ------------ | ----------- | ----------- |
|                | Corinne Valls      | EXG            | 1 797        | 28,38        | 3 834       | 100,00      |
|                | Jean-Marie Doussin | PCF            | 1 514        | 23,91        | Retrait     | Retrait     |
|                | Philippe Guglielmi | PS             | 953          | 15,05        |             |             |
|                | Robert Francois    | FN             | 866          | 13,67        |             |             |
|                | Joëlle Labbez      | UMP            | 850          | 13,42        |             |             |
|                | Jean-Paul Burot    | EXG            | 223          | 3,52         |             |             |
|                | Marie-José Serre   | EXG            | 79           | 1,25         |             |             |
|                | Henri Gounaud      | EXG            | 51           | 0,81         |             |             |
|                |                    |                |              |              |             |             |
| Inscrits       | Inscrits           | Inscrits       | 11 436       | 100,00       | 11 436      | 100,00      |
| Abstention     | Abstention         | Abstention     | 4 900        | 42,85        | 5 038       | 44,05       |
| Votants        | Votants            | Votants        | 6 536        | 57,15        | 6 398       | 55,95       |
| Blancs et nuls | Blancs et nuls     | Blancs et nuls | 203          | 3,11         | 2 564       | 40,08       |
| Exprimés       | Exprimés           | Exprimés       | 6 333        | 96,89        | 3 834       | 59,92       |

### Canton de Rosny-sous-Bois
| Candidats      | Candidats             | Étiquette      | Premier tour | Premier tour | Second tour | Second tour |
| Candidats      | Candidats             | Étiquette      | Voix         | %            | Voix        | %           |
| -------------- | --------------------- | -------------- | ------------ | ------------ | ----------- | ----------- |
|                | Claude Capillon       | UMP            | 3 964        | 34,87        | 6 052       | 50,46       |
|                | Philippe Vachieri     | PS             | 3 404        | 29,95        | 5 941       | 49,54       |
|                | Daniel Bousselaire    | FN             | 1 920        | 16,89        |             |             |
|                | Hélène Zanier         | Verts          | 790          | 6,95         |             |             |
|                | Jean-Pierre Mercadal  | PCF            | 729          | 6,41         |             |             |
|                | Jean-Pierre Bourriaud | EXG            | 366          | 3,22         |             |             |
|                | Joëlle Vatier         | EXG            | 194          | 1,71         |             |             |
|                |                       |                |              |              |             |             |
| Inscrits       | Inscrits              | Inscrits       | 21 029       | 100,00       | 21 031      | 100,00      |
| Abstention     | Abstention            | Abstention     | 9 228        | 43,88        | 8 393       | 39,91       |
| Votants        | Votants               | Votants        | 11 801       | 56,12        | 12 638      | 60,09       |
| Blancs et nuls | Blancs et nuls        | Blancs et nuls | 434          | 3,68         | 645         | 5,10        |
| Exprimés       | Exprimés              | Exprimés       | 11 367       | 96,32        | 11 993      | 94,90       |

### Canton de Saint-Denis-Nord-Ouest
| Candidats      | Candidats            | Étiquette      | Premier tour | Premier tour | Second tour | Second tour |
| Candidats      | Candidats            | Étiquette      | Voix         | %            | Voix        | %           |
| -------------- | -------------------- | -------------- | ------------ | ------------ | ----------- | ----------- |
|                | Florence Haye        | PCF            | 1 814        | 31,23        | 4 217       | 100,00      |
|                | Stéphane Prive       | PS             | 1 207        | 20,78        | Retrait     | Retrait     |
|                | Philippe Borderie    | UDF            | 943          | 16,23        |             |             |
|                | Alain Guyomard       | FN             | 911          | 15,68        |             |             |
|                | Simon Mounyemb-Tenwo | Verts          | 316          | 5,44         |             |             |
|                | Jean-Marc Bourquin   | EXG            | 290          | 4,99         |             |             |
|                | Abdel Magid Hocini   | SE             | 135          | 2,32         |             |             |
|                | Claudine Chevreau    | EXG            | 100          | 1,72         |             |             |
|                | Michel Rogowski      | DVG            | 93           | 1,60         |             |             |
|                |                      |                |              |              |             |             |
| Inscrits       | Inscrits             | Inscrits       | 10 780       | 100,00       | 10 780      | 100,00      |
| Abstention     | Abstention           | Abstention     | 4 780        | 44,34        | 4 733       | 43,91       |
| Votants        | Votants              | Votants        | 6 000        | 55,66        | 6 047       | 56,09       |
| Blancs et nuls | Blancs et nuls       | Blancs et nuls | 191          | 3,18         | 1 830       | 30,26       |
| Exprimés       | Exprimés             | Exprimés       | 5 809        | 96,82        | 4 217       | 69,74       |

### Canton de Saint-Ouen
| Candidats      | Candidats                   | Étiquette      | Premier tour | Premier tour | Second tour | Second tour |
| Candidats      | Candidats                   | Étiquette      | Voix         | %            | Voix        | %           |
| -------------- | --------------------------- | -------------- | ------------ | ------------ | ----------- | ----------- |
|                | Jacqueline Rouillon         | PCF            | 1 523        | 28,38        | 3 693       | 100,00      |
|                | Bertrand Druon              | PS             | 1 072        | 19,98        | Retrait     | Retrait     |
|                | William Delannoy            | DVD            | 855          | 15,93        |             |             |
|                | Pascal Gérard               | UDF            | 467          | 8,70         |             |             |
|                | René Fargeas                | Verts          | 412          | 7,68         |             |             |
|                | Jean-Jacques de La Rochette | DVD            | 375          | 6,99         |             |             |
|                | Paul Soulignac              | EXG            | 205          | 3,82         |             |             |
|                | Mohand Idir Kemache         | SE             | 168          | 3,13         |             |             |
|                | Bernard Perego              | DVG            | 106          | 1,98         |             |             |
|                | Manuel Cartier              | DVD            | 79           | 1,47         |             |             |
|                | Abdou Bougheroumi           | EXG            | 66           | 1,23         |             |             |
|                | Lionel Gimont               | EXG            | 38           | 0,71         |             |             |
|                |                             |                |              |              |             |             |
| Inscrits       | Inscrits                    | Inscrits       | 9 686        | 100,00       | 9 697       | 100,00      |
| Abstention     | Abstention                  | Abstention     | 4 068        | 42,00        | 4 080       | 42,07       |
| Votants        | Votants                     | Votants        | 5 618        | 58,00        | 5 617       | 57,93       |
| Blancs et nuls | Blancs et nuls              | Blancs et nuls | 252          | 4,49         | 1 924       | 34,25       |
| Exprimés       | Exprimés                    | Exprimés       | 5 366        | 95,51        | 3 693       | 65,75       |

### Canton de Sevran
| Candidats      | Candidats             | Étiquette      | Premier tour | Premier tour | Second tour | Second tour |
| Candidats      | Candidats             | Étiquette      | Voix         | %            | Voix        | %           |
| -------------- | --------------------- | -------------- | ------------ | ------------ | ----------- | ----------- |
|                | Stéphane Gatignon     | PCF            | 3 630        | 35,05        | 6 930       | 64,74       |
|                | Jean-François Baillon | Verts          | 2 192        | 21,16        | Retrait     | Retrait     |
|                | Élisabeth Gervais     | UMP            | 1 979        | 19,11        | 3 775       | 35,26       |
|                | Roger Holeindre       | FN             | 1 820        | 17,57        |             |             |
|                | Abdelaziz Brahmi      | EXG            | 456          | 4,40         |             |             |
|                | André Hernandez       | EXG            | 186          | 1,80         |             |             |
|                | Mohamed Ben Haddou    | SE             | 95           | 0,92         |             |             |
|                |                       |                |              |              |             |             |
| Inscrits       | Inscrits              | Inscrits       | 18 756       | 100,00       | 18 757      | 100,00      |
| Abstention     | Abstention            | Abstention     | 8 029        | 42,81        | 7 346       | 39,16       |
| Votants        | Votants               | Votants        | 10 727       | 57,19        | 11 411      | 60,84       |
| Blancs et nuls | Blancs et nuls        | Blancs et nuls | 369          | 3,44         | 706         | 6,19        |
| Exprimés       | Exprimés              | Exprimés       | 10 358       | 96,56        | 10 705      | 93,81       |

### Canton de Villepinte
| Candidats      | Candidats            | Étiquette      | Premier tour | Premier tour | Second tour | Second tour |
| Candidats      | Candidats            | Étiquette      | Voix         | %            | Voix        | %           |
| -------------- | -------------------- | -------------- | ------------ | ------------ | ----------- | ----------- |
|                | Charles Vayssié*     | UMP            | 1 969        | 25,54        | 3 371       | 40,44       |
|                | Nelly Roland         | DVG            | 1 832        | 23,76        | 4 964       | 59,56       |
|                | Christophe Borgel    | PS             | 1 569        | 20,35        | Retrait     | Retrait     |
|                | Jacques Rabourdin    | FN             | 1 351        | 17,52        |             |             |
|                | Jean-Marc Naumovic   | Verts          | 617          | 8,00         |             |             |
|                | Chantal Demay-Mejias | EXG            | 257          | 3,33         |             |             |
|                | Antonio Esteves      | EXG            | 114          | 1,48         |             |             |
|                |                      |                |              |              |             |             |
| Inscrits       | Inscrits             | Inscrits       | 14 658       | 100,00       | 14 658      | 100,00      |
| Abstention     | Abstention           | Abstention     | 6 698        | 45,70        | 5 846       | 39,88       |
| Votants        | Votants              | Votants        | 7 960        | 54,30        | 8 812       | 60,12       |
| Blancs et nuls | Blancs et nuls       | Blancs et nuls | 251          | 3,15         | 477         | 5,41        |
| Exprimés       | Exprimés             | Exprimés       | 7 709        | 96,85        | 8 335       | 94,59       |

*sortant